# Anatol E. Baconsky
Anatol E. Baconsky (16. června 1925, Cofa, Ukrajina – 4. března 1977, Bukurešť, Rumunsko) byl rumunský spisovatel, básník, překladatel a literární kritik.

## Život

### Mládí a studium
Narodil se 16. června 1925 ve vesnici Cofa v severní Besarábii (nyní Konovka, Ukrajina).
Jeho otec Eftimie Baconsky byl bukovinský pravoslavný kněz; matka se jmenovala Liubei. Jeho mladší bratr Leon Baconsky (* 1928) byl též literárním kritikem a literárním historikem. V letech 1936 – 1944 studoval A.E. Baconsky na gymnáziu. Nejprve na Alecu Russo Gymnasium v Kišiněvu, kde publikoval své první verše ve školním časopise  Mugurel; maturitu složil na gymnáziu ve městě Râmnicu Vâlcea. Od roku 1945 studoval právnickou a filosofickou fakultu na univerzitě v Kluži.

### Literární kariéra
Po ukončení studia a literárním debutu v roce 1949 se stal redaktorem časopisu, přejmenovaného v r. 1954 na Steaua. V tomto literárním měsíčníku, vydávaném klužskou odbočkou Svazu rumunských spisovatelů, působil později jako hlavní redaktor. Pracoval zde do roku 1960, kdy přesídlil do Bukurešti. Tam pracoval v týdeníku Contemporanul, kde v pravidelné rubrice seznamoval čtenáře se současnou světovou literaturou. Kromě poezie a další literární tvorby se věnoval též literární kritice a překladatelství (Salvatore Quasimodo, Artur Lundkvist, Carl Sandburg aj.) Ve sbírce Poeţi şi poezie (Básníci a poezie) přeložené básně doplnil studiemi o jednotlivých autorech.

### Sběratel umění
A.E. Baconsky a jeho žena Clara byli známými sběrateli umění. Jejich rozsáhlá sbírka obsahovala především díla moderních rumunských malířů (Dimitrie Ghiaţă, Ştefan Dimitrescu, Iosif Iser, Lucian Grigorescu, Constantin Jiquidi, Theodor Pallady), dále tisky Williama Hogartha a také soubor pravoslavných ikon. V roce 1982 věnovala rodina tato díla Národnímu muzeu rumunského umění a Muzeu uměleckých sbírek v Bukurešti. Sbírku knih věnoval jeho bratr Leon Baconsky knihovně ve městě Călimăneşti na jihu Rumunska, která byla přejmenována na knihovnu Anatola E. Baconského.
Zemřel v Bukurešti 4. března 1977, ve věku 51 let. Byl jednou z obětí zemětřesení v Rumunsku 1977.

## Dílo
V letech 1950 – 1969 vydal jedenáct básnických sbírek, které se staly základem jeho literárního díla. Vlna socialistického realismu ho zasáhla jen zpočátku a okrajově. Jeho literární tvorba nebyla, na rozdíl od některých jeho vrstevníků, nikdy plně poplatná době svého vzniku. Byl rozčarován poválečnou prosovětskou politikou v zemi a i proto byl častým terčem kritiků. Ti mu vytýkali inspirační zdroje např. Franze Kafku a jeho symbolismus, existencialismus a magický realismus.

### Poezie
- Poezii, 1950
- Copiii din Valea Arieşului, 1951
- Cîntece de zi şi noapte. 1954
- Două poeme, 1956
- Dincolo de iarnă 1957
- Fluxul memoriei 1957; 1967
- Versuri, 1961
- Imn către zorii de zi, 1962
- Versuri, 1964
- Fiul risipitor, 1964
- Cadavre în vid, 1969
- Corabia lui Sebastian, posmrtně 1978

### Beletrie
- Itinerar bulgar, cestopis. 1954
- Călătorii în Europa şi Asia, cestopis, 1960
- Cluj şi împrejurimile sale. Mic îndreptar turistic, průvodce, 1963
- Echinoxul nebunilor şi alte povestiri (Rovnodennost bláznů a další příběhy), antologie, 1967
- Remember, I. díl, 1968; II. díl, 1969
- Biserica neagră, novela, II. díl, posmrtně, 1990

### Kritiky
- Colocviu critic, 1957
- Meridiane. Pagini despre literatura universală contemporană, 1965; 1969
- Dimitrie Ghiaţă, 1971
- Ion Ţuculescu, 1972
- Botticelli, 1974
- Botticelli, Divina Comedie, posmrtně, 1977

### Překlady
- Poeţi clasici coreeni, 1960
- Salvatore Quasimodo: Versuri, 1961; druhé vydání 1968
- Jorge Semprún: Marea călătorie, 1962
- Artur Lundkvist: Versuri, 1963
- Poeţi şi poezie, 1963
- Mahabharata – Arderea zmeilor, 1964
- Carl Sandburg: Versuri, 1965
- Panorama poeziei universale contemporane, antologie, 1973